# جيس دي فريس
جيس دي فريس (بالهولندية: Gijs de Vries)‏ (و. 1956  م) هو سياسي، ودبلوماسي من مملكة هولندا، والولايات المتحدة، ولد في نيويورك، هو عضوٌ حزب الشعب من أجل الحرية والديمقراطية.

## مناصب
تولى منصب عضو البرلمان الأوروبي (19 يوليو 1994–2 أغسطس 1998)
- عضو البرلمان الأوروبي (25 يوليو 1989–18 يوليو 1994)[6]
- عضو البرلمان الأوروبي (24 يوليو 1984–24 يوليو 1989)[6]
- عضو مجلس نواب هولندا  [لغات أخرى]‏

.

## التعليم
تعلم في جامعة لايدن
.